# Российское бюро ЦК КПСС
Росси́йское бюро́ Центра́льного Комите́та Коммунисти́ческой па́ртии Сове́тского Сою́за — руководящий орган партийных организаций КПСС, действовавших на территории РСФСР. Существовал в 1989—1990 годах.

## Возникновение
РБ ЦК КПСС было избрано на Пленуме ЦК КПСС 9 декабря 1989 года. Решением Пленума на бюро была возложена обязанность «координировать деятельность областных и краевых партийных организаций РСФСР, направленную на реализацию политики КПСС, осуществлять контроль за выполнением решений съездов и конференций партии, пленумов и Политбюро ЦК КПСС».
В состав Российского бюро ЦК КПСС вошли:
председатель
- Горбачёв Михаил Сергеевич — Генеральный секретарь ЦК КПСС

заместитель председателя
- Усманов Гумер Исмагилович — секретарь ЦК КПСС

члены Российского бюро ЦК КПСС
- Власов Александр Владимирович — председатель СМ РСФСР
- Володин Борис Михайлович — 1-й секретарь Ростовского областного комитета КПСС
- Воротников Виталий Иванович — председатель Президиума Верховного Совета РСФСР
- Гидаспов Борис Вениаминович — 1-й секретарь Ленинградского областного и городского комитетов КПСС
- Коптюг Валентин Афанасьевич — председатель Сибирского отделения Академии наук СССР
- Королёв Анатолий Максимович — бригадир токарей Уральского завода тяжёлого машиностроения имени С. Орджоникидзе производственного объединения «Уралмаш»
- Купцов Валентин Александрович — 1-й секретарь Вологодского областного комитета КПСС
- Манаенков Юрий Алексеевич — секретарь ЦК КПСС
- Плетнёва Валентина Николаевна — ткачиха Костромского льнокомбината имени В. И. Ленина
- Прокофьев Юрий Анатольевич — 1-й секретарь Московского городского комитета КПСС
- Ходырев Геннадий Максимович — 1-й секретарь Горьковского областного комитета КПСС
- Чикин Валентин Васильевич — главный редактор газеты «Советская Россия»
- Шарин Леонид Васильевич — 1-й секретарь Амурского областного комитета КПСС
- Шенин Олег Семёнович — 1-й секретарь Красноярского краевого комитета КПСС

## Условия деятельности
Вопрос о создании Российского бюро ЦК КПСС до декабрьского пленума обсуждался неоднократно. В РСФСР, в отличие от других союзных республик, до 1990 года не было своей Коммунистической партии, партийные организации российских регионов подчинялись непосредственно Центральному Комитету КПСС. До определённого момента такое положение вызывало недовольство только у некоторых националистически и сепаратистски настроенных представителей интеллигенции, мнение которых в расчёт можно было не брать. Однако к концу 1989 года положение изменилось. Советский Союз начал разваливаться, о выходе из Союза подумывали уже и в России. Так, на I Съезде народных депутатов СССР писатель Валентин Распутин высказался следующим образом: 
Мы, россияне, с уважением и пониманием относимся к национальным чувствам и проблемам всех без исключения народов и народностей нашей страны. Но мы хотим, чтобы понимали и нас… Здесь, на Съезде, хорошо заметна активность прибалтийских депутатов, парламентским путём добивающихся внесения в Конституцию поправок, которые позволили бы им распрощаться с этой страной. Не мне давать в таких случаях советы. Вы, разумеется, согласно закону и совести распорядитесь сами своей судьбой.
Но по русской привычке бросаться на помощь, я размышляю: а может быть, России выйти из состава Союза, если во всех своих бедах вы обвиняете её, и если её слаборазвитость и неуклюжесть отягощают ваши прогрессивные устремления? Может, так лучше? Это, кстати, помогло бы и нам решить многие проблемы, как настоящие, так и будущие.
Соответственно, перед КПСС вставала задача приспособления к новым условиям. Применительно к РСФСР это означало курс на создание Коммунистической партии РСФСР в составе КПСС. Пока же для управления партийными организациями России был создан особый орган.

После выборов народных депутатов РСФСР и принятия Декларации о государственном суверенитете РСФСР работа по созданию КП РСФСР ускорилась. В своём докладе на Мартовском (1990 года) пленуме ЦК КПСС председатель Российского бюро Горбачев отмечал: 
В связи с заложенными в проект Устава принципами и подходами к решению проблем, касающихся республиканских компартий, встает и важнейший вопрос - о создании республиканской партийной организации в России. Нет нужды говорить о той особой роли, которую Россия как мощный системообразующий фактор играет в рамках Союза, а коммунисты России - в обеспечении единства и целостности КПСС. Сегодня в значительном числе российских областных парторганизаций вопрос о создании компартии РСФСР поставлен со всей решительностью. В Ленинграде, например, за её создание высказалось в ходе референдума, как нас информировал Ленинградский областной комитет партии, 80 процентов коммунистов. Думается, решить этот вопрос должны сами коммунисты республики.
Уже 21 апреля 1990 года в Ленинграде открылся Инициативный съезд российских коммунистов, в котором приняли участие 600 делегатов, которые представляли 1 миллион 455 тысяч коммунистов России из 37 краев и областей. В своей резолюции съезд потребовал, чтобы Российская коммунистическая партия организационно оформилась до начала XXVIII съезда КПСС.

## Деятельность
Свои заседания бюро было обязано проводить не менее одного раза в месяц.
16 марта 1990 года Пленум ЦК КПСС принял решение о созыве до XXVIII съезда КПСС Российской партийной конференции. Её делегатами должны были стать избранные от партийных организаций РСФСР делегаты XXVIII съезда. Провести конференцию было решено 19 июня. Подготовка и проведение этой конференции возлагались на Российское бюро. Во исполнение решений пленума Российское бюро образовало Подготовительный комитет из 87 человек (по одному от каждой из российских региональных партийных организаций): 15 рабочих, 2 колхозников, 12 работников науки, культуры, народного образования, 4 хозяйственных руководителей, 2 советских работников, 21 секретаря первичных партийных организаций, 2 председателей партийных комиссий, 28 выборных партийных работников (секретарей обкомов, окружкомов, горкомов и райкомов КПСС) — 28 и одного работника партийного аппарата.

## Ликвидация
19 июня 1990 года Российское бюро ЦК КПСС сложило свои полномочия перед Российской партийной конференцией. По итогам конференции, превратившейся в I (Учредительный) съезд Коммунистической партии РСФСР, некоторые члены Российского бюро (Купцов, Чикин, Шенин и другие) вошли в состав руководящих органов КП РСФСР и КПСС после XXVIII съезда КПСС.